# Хоккейный клуб «Амур» в сезоне 2008/2009
Сезон 2008/09 — 1-й сезон хоккейного клуба «Амур» Хабаровск в Континентальной хоккейной лиге и 11-й сезон, который клуб проводит в элите российского хоккея.
Предсезонная подготовка команды была представлена тренировочными сборами в Хабаровске, которые прошли 15-27 июля и в которых приняли участие около 40 игроков, в том числе хоккеисты на «пробных» контрактах и молодые игроки дублирующего состава дальневосточной команды. Игроки проводили тренировки по красноярскому времени, тренерский штаб предполагал, что это поможет игрокам впоследствии легче переносить акклиматизацию при перелетах на Запад. Кроме этого команда провела тренировочный сбор в Латвии (27 июля — 7 августа), сбор в Одинцово (11-16 августа) и, наконец, сбор 17-21 августа в Новосибирске.
Затем команда участвовала в двух предсезонных турнирах: Кубок «Лады» (3-е место) и Мемориал Блинова (также 3-е место).
Первый официальный матч в сезоне команда сыграла в рамках Континентальной хоккейной лиге 2 сентября 2008 года в «Платинум-Арена», проиграв рижскому Динамо со счётом 2:4. Также этот матч стал первым в истории КХЛ.

## Переходы

### В межсезонье
Пришли
| Поз. | Игрок              | Прежний клуб     |
| ---- | ------------------ | ---------------- |
| Вр   | Алексей Анисимов   | Белгород         |
| Вр   | Сергей Борисов     | Динамо Минск     |
| Защ  | Виктор Костючёнок  | Юность           |
| Защ  | Андрей Башко       | Металлург Жлобин |
| Защ  | Евгений Болякин    | Иртыш            |
| Защ  | Брайс Лэмпмэн      | Норфолк Эдмиралс |
| Нап  | Олег Белов         | Сибирь           |
| Нап  | Кайл Ванвиг        | Норфолк Эдмиралс |
| Нап  | Сергей Севостьянов | Металлург Мг     |
| Нап  | Михаил Севостьянов | Металлург Нк     |
| Нап  | Олег Белкин        | Лада             |

Ушли
| Поз. | Игрок               | Новый клуб   |
| ---- | ------------------- | ------------ |
| Нап  | Максим Овчинников   | ХК Саров     |
| Защ  | Дмитрий Самарин     | Химик        |
| Защ  | Ян Платил           | Трактор      |
| Вр   | Андрей Малков       | Динамо       |
| Нап  | Вадим Голубцов      | Лада         |
| Защ  | Владимир Чебатуркин | Нефтехимик   |
| Нап  | Сергей Акимов       | Спартак      |
| Нап  | Сергей Арекаев      | ХК МВД       |
| Нап  | Сергей Аншаков      | Нефтехимик   |
| Нап  | Дмитрий Дударев     | Металлург Нк |
| Защ  | Алексей Тезиков     | Северсталь   |
| Защ  | Виктор Котов        | ХК Дмитров   |
| Защ  | Артюхов Максим      | Ермак        |
| Нап  | Олег Минаков        | Кристалл     |

### По ходу сезона
Пришли
| Поз. | Игрок              | Прежний клуб        |
| ---- | ------------------ | ------------------- |
| Нап  | Денис Казионов     | Авангард            |
| Вр   | Алексей Анисимов   | Белгород            |
| Нап  | Максим Кривоножкин | Лада                |
| Защ  | Нолан Пратт        | Баффало Сейбрз      |
| Нап  | Мэтт Мёрли         | Каролина Харрикейнз |
| Защ  | Яков Селезнёв      | Ак Барс             |
| Защ  | Михаил Рязанов     | Лада                |
| Защ  | Роман Кухтинов     | ЦСКА                |
| Нап  | Руслан Хасаншин    | Авангард            |
| Нап  | Алексей Копейкин   | Авангард            |
| Нап  | Александр Юньков   | Спартак             |
| Нап  | Алексей Широков    | Динамо Рига         |
| Защ  | Сергей Кагайкин    | Северсталь          |

Ушли
| Поз. | Игрок              | Новый клуб      |
| ---- | ------------------ | --------------- |
| Защ  | Андрей Спиридонов  | Динамо М        |
| Вр   | Алексей Анисимов   | Лада            |
| Нап  | Денис Казионов     | Млада Болеслав  |
| Защ  | Брайс Лэмпман      | Пеория Ривермен |
| Нап  | Кайл Ванвиг        | Брюнес ИФ       |
| Защ  | Василий Турковский | Молот-Прикамье  |
| Нап  | Руслан Абдрахманов | Ермак           |
| Нап  | Дмитрий Учайкин    | Югра            |
| Нап  | Игорь Камаев       | Южный Урал      |
| Защ  | Евгений Болякин    | Сарыарка        |
| Защ  | Андрей Башко       | Динамо М        |
| Защ  | Яков Селезнёв      | Барс            |

## Ключевые даты
2008
- 8 июля : Подписаны новые долгосрочные контракты с вратарём Тайлером Моссом и нападающим Петером Нюландером.
- 9 июля : Подписаны контракты с новичками клуба: защитником Брайсом Лэмпмэном и братьями нападающими Сергеем и Михаилом Севостьяновыми.
- 8 июля : Заключён контракт с нападающим Кайлом Ванвигом.
- 17 июля : ХК «Амур» вышел из отпуска и провел первую тренировку.
- 13 августа : Команду покинул защитник Дмитрий Самарин.
- 15 августа : Завершился Кубок «Лады», в котором «Амур» занял третье место, выиграв у пензенского «Дизеля» со счётом 2:1.
- 18 августа :На просмотр был прибыл защитник Андрей Спиридонов, с которым позже был заключён полноценный контракт.
- 26 августа : «Амур» на Мемориале Блинова занял третье место, выиграв у астанинского «Барыса» со счётом 2:1.
- 2 сентября : Стартовал первый в истории сезон чемпионата Континентальной Хоккейной Лиги и первый в истории матч Амура в ней.
- 3 сентября : «Амур» одержал свою первую победу в истории КХЛ, переиграв в ответном матче рижское «Динамо» по буллитам со счётом 7:6.
- 5 сентября : Вратарь «Амура» Тайлер Мосс первым в истории КХЛ отыграл матч на 0. Это произошло в матче с московским «Динамо».
- 5 сентября : ХК «Амур» отзаявил нападающего Дмитрия Учайкина и подписал нападающего Дениса Казионова.
- 6 октября : «Амур» подписал контракт с вратарём Алексеем Анисимовым.
- 8 октября : «Амур» пополнился нападающим «Лады» Максимом Кривоножкиным, которого ранее «Лада» занесла в Список отказов.
- 9 октября : ХК «Амур» подписал контракт с защитником Ноланом Праттом.
- 14 октября : Стало известно о расторжении контрактов с защитником Андреем Спиридоновым и нападающим Денисом Казионовым.
- 16 октября : Был подписан контракт с нападающим Мэттью Мёрли, который самовольно покинул расположение клуба НХЛ Каролина Харрикейнз. Он был внесен в заявочный список ХК «Амур» и начал выступать в чемпионате КХЛ.
- 17 октября : «Ак Барс» обменял защитника Якова Селезнёва в «Амур» за выбор в Драфте юниоров Лиги 2009 года.
- 18 октября : Нападающий Петер Нюландер в матче с новосибирской «Сибирью» забросил 1000-ю шайбу «Амура» в элите российского хоккея.
- 20 октября : «Амур» подписал контракт с защитником Михаилом Рязановым.
- 25 октября : «Амур» в своем 500-м матче в элите одержал первую выездную победу в истории выступлений в КХЛ.
- 10 ноября : Были подписаны контракты с защитником Романом Кухтиновым и нападающим Русланом Хасаншиным.
- 12 ноября : Был расторгнут контракт с нападающим Кайлом Ванвигом.
- 12 ноября : В тренерский штаб ХК «Амур» принят тренер по подготовке резерва Юрий Качалов.
- 24 ноября : Дисциплинарный комитет ИИХФ вынес решение по трансферу Мэтта Мерли: вынести предупреждение Федерации хоккея России за разрешение хоккеисту Мэтту Мерли выступать за клуб КХЛ «Амур» без действительной международной трансферной карты, но не применять никаких санкций в отношении хоккеиста Мэтта Мерли и клуба «Амур» (Хабаровск).
- 5 декабря : «Амур» отзаявил нападающего Игоря Камаева.
- 10 декабря : Был отзаявлен защитник Евгений Болякин.
- 25 декабря : Был дозаявлен нападающий Алексей Копейкин.

2009
- 14 января : «Амур» подписал контракт с нападающим Александром Юньковым.
- 3 февраля : Защитник «Амура» Василий Турковский был признан лучшим защитником недели в КХЛ.
- 4 февраля : «Амур» расторг контракт с вратарём с Алексеем Анисимовым.
- 16 февраля : Были расторгнуты контракты с игроками: вратарём Максимом Ивановым и защитниками Антоном Братухиным и Сергеем Чернышовым, которые выступали за фарм-клуб ХК «Амур».
- 27 февраля : Вратарь «Амура» Сергей Борисов был признан лучшим вратарём 23-й недели в КХЛ.
- 2 марта : Стало известно о расторжении контракта с защитником Василием Турковским по обоюдному согласию.
- 21 апреля : Расторгнут контракт с защитником Яковым Селезнёвым.
- 22 апреля : По результатам первого в истории КХЛ редрафта игроков экс-капитан рижского «Динамо» Алексей Широков перешёл в хабаровский «Амур». В тот же день в «Амур» перешёл защитник «Северстали» Сергей Кагайкин, а из «Амура» в минское Динамо перешёл защитник Андрей Башко.
- 28 апреля : Расторгнуты контракты с защитником Евгением Лемешевским и нападающим Русланом Абдрахмановым.